# NGC 4514
NGC 4514 (również PGC 41610 lub UGC 7693) – galaktyka spiralna (Sbc), znajdująca się w gwiazdozbiorze Warkocza Bereniki. Odkrył ją William Herschel 13 marca 1785 roku. Jest to galaktyka gwiazdotwórcza